# 哈氏兵鯰
哈氏兵鯰，是輻鰭魚綱鯰形目美鯰科的其中一種。

## 分布
本魚分布於南美洲巴西和玻利維亞的溪流。

## 特徵
本魚體圓，體色為帶粉紅的藍灰色，腹面顏色較淺。成排骨板上有深色網狀圖案，在後側腹部，斑紋形成平行線條，在頭部則為不相連的深色斑點。除腹鰭無色外，其他鰭都有清晰的圖案。胸鰭有白色寬邊。體長可達5.9公分。

## 生態
本魚棲息於淡水溪流或池塘，性情溫和，喜群游，屬雜食性，以蠕蟲、甲殼類、昆蟲、植物等為食。

## 經濟利用
為觀賞性魚類。